# Dawoud Bey
Dawoud Bey, nato David Edward Smikle (Queens, 25 novembre 1953), è un fotografo e insegnante statunitense.
È noto a livello mondiale per la sua fotografia d'arte su larga scala e i ritratti di street photography,  tra cui adolescenti americani in relazione alla loro comunità e altri soggetti spesso emarginati. Nel 2017 è stato premiato con un MacArthur Fellowship dalla Fondazione MacArthur ed è considerato uno dei "fotografi più innovativi e influenti della sua generazione".
Bey è professore e artista distinto al Columbia College di Chicago. Secondo il The New York Times, "nel gesto apparentemente semplice di fotografare soggetti neri nella vita di tutti i giorni, Bey, afroamericano, ha contribuito a introdurre la Blackness nel contesto delle belle arti molto prima che fosse di moda, o addirittura accettata".

## Pubblicazioni
- Portraits 1975–1995. Con interventi di Kellie Jones, A.D. Coleman e Jessica Hagedorn, photography (Minneapolis: Walker Art Center, 1995).
- The Chicago Project. Con interventi di Jacqueline Terrassa e Stephanie Smith (Chicago: Smart Museum of Art, 2003).
- Class Pictures: Photographs by Dawoud Bey. Con interventi di Taro Nettleton, intervista di Carrie Mae Weems (New York: Aperture, 2007).
- Harlem, U.S.A. Con interventi di Matthew Witkovsky 3 Sharifa Rhodes-Pitt (Chicago: Art Institute of Chicago and Yale University Press, 2012)
- Picturing People. Con testi di Arthur Danto, intervista di Hamza Walker (Chicago: Renaissance Society at the University of Chicago, 2012)
- The Birmingham Project. Con testi di Ron Platt (Birmingham Museum of Art, 2012)
- Seeing Deeply. Con interventi di Sarah Lewis, Deborah Willis, David Travis, Hilton Als, Jacqueline Terrassa, Rebecca Walker, Maurice Berger, e Leigh Raiford (Austin: University of Texas Press, 2018)
- Street Portraits. London: Mack, 2021. ISBN 978-1-913620-10-3. Con testi di Greg Tate.